# Upplands runinskrifter 1084
U 1084 är en vikingatida runsten av ljusröd granit i Hämringe, Bälinge socken och Uppsala kommun. 
Runstenen är 1,55 meter hög, 1,05 meter bred och 0,5 meter tjock. Runhöjden är cirka sex centimeter. Stenen riktades och imålades 1992.

## Inskriften
Stenen är inte signerad men allt talar för att stenen är ristad av runmästaren Öpir.
Translitterering av runraden:
abiarn ' uk ' inkialtr ' uk ' eminkr ' litu ' rita ' stain ' iftiʀ ['] biarn ' faþr ' sin '
Normalisering till runsvenska:
Abiorn ok Ingialdr ok Hæmingʀ letu retta stæin æftiʀ Biorn, faður sinn.
Översättning till nusvenska:
Åbjörn och Ingjald och Häming läto resa stenen efter Björn, sin fader.